# Polystichum amboversum
Polystichum amboversum är en träjonväxtart som beskrevs av Kurata. Polystichum amboversum ingår i släktet Polystichum och familjen Dryopteridaceae. Inga underarter finns listade.